# Янош Ган
Янош Ган (угор. Hahn János, нар. 15 березня 1995, Сексард) — угорський футболіст, нападник клубу «Пакш» та національної збірної Угорщини.

## Клубна кар'єра
Янош Ган народився 1995 року в місті Сексард. Розпочав займатися футболом у футбольної школи клубу «Пакш». Дорослу футбольну кар'єру розпочав 2012 року в основній команді того ж клубу, в якій провів один сезон, взявши участь у 3 матчах чемпіонату. Наступного року став гравцем клубу «Академія Пушкаша», проте в складі цієї команди зіграв лише 2 матчі в Кубку угорської ліги, і по закінченню сезону повернувся до клубу «Пакш». У складі команди цього разу він став одним із основних гравців лінії нападу, та одним із кращих бомбардирів. У сезоні 2020—2021 років Янош Ган з 22 м'ячами став кращим бомбардиром чемпіонату Угорщини. До червня 2021 року відіграв за клуб з Пакша 204 матчів в національному чемпіонаті, в яких відзначився 61 забитим м'ячем. У середині 2021 року Ган перейшов до словацького клубу «Дунайська Стреда», після закінчення сезону 2021—2022 років повернувся до клубу «Пакш».

## Виступи за збірні
Янош Ган у 2012 році провів у складі юнацької збірної Угорщини віком до 18 років 1 матч.
У травні 2021 року Яноша Гана включили до складу національної збірної Угорщини для участі в чемпіонаті Європи 2020 року. 4 червня футболіст дебютував у складі національної збірної в товариському матчі проти збірної Кіпру.

## Титули і досягнення
- Володар Кубка Угорщини (2):

«Пакш»: 2023–2024, 2024–2025
- Найкращий бомбардир чемпіонату Угорщини (1): 2020–2021 (22)